# Israel Santamaría
Israel Santamaría Rendón (Medellín, 10 de junio de 1939-Abriaquí, marzo de 1986) alias Sergio fue un político y guerrillero colombiano, cofundador de la guerrilla urbana Movimiento 19 de abril (M-19).

## Biografía
Nacido en Medellín. Fue abogado y Dirigente Nacional de la Alianza Nacional Popular (Anapo) y cofundador del grupo guerrillero Movimiento 19 de abril (M-19).
Fue elegido  como Representante a la Cámara por el Departamento de Antioquia en el periodo 1970-1974, en octubre de 1975 fue expulsado de  la Alianza Nacional Popular "oficialista", y en enero de 1976 participa en el Periódico Mayorías y en la  conformación de la Anapo Socialista, es detenido en 1979 junto a otros miembros del M-19 como Carlos Pizarro, y condenado en Consejo de Guerra a 26 años de prisión. Estuvo en la Cárcel La Picota de Bogotá, al salir de la cárcel amnistiado, se reintegra a las actividades político-militares de la organización, en 1984 hace parte del Comando dé Diálogo Nacional del M-19, creado durante los Acuerdos de Corinto, Hobo y Medellín.  Con la ruptura de la tregua en 1985, participó en la fuerza militar conjunta del M-19 con el Ejército Popular de Liberación (EPL) en Antioquia.

## Muerte
Muere en combate, en marzo de 1986 en la zona rural de Abriaquí (Antioquia).    